# Takao Kobayashi
Takao Kobayashi (jap. 小林 隆男, Kobayashi Takao; * 1961 in Ashikaga) ist ein japanischer Amateurastronom.
Kobayashi hat am Oizumi-Observatorium unter Verwendung der CCD-Technik bislang weit über 2000 Asteroiden entdeckt, darunter auch einige Jupiter-Trojaner und erdnahe Asteroiden vom Amor-Typ, z. B. (7358) Oze. Ihm selbst ist der Asteroid (3500) Kobayashi gewidmet.
Mit dem nach ihm benannten periodischen Kometen 440P/Kobayashi (ursprünglich P/1997 B1 (Kobayashi)) gelang ihm ein weiterer Erfolg: Ursprünglich als Asteroid eingestuft, zeigten weitere Beobachtungen jedoch die für Kometen typische Koma und einen Schweif. 440P/Kobayashi ist damit der erste Komet, der je von einem Amateurastronomen mit einer CCD-Kamera entdeckt wurde.